# Casa Luna
Casa Luna was een radioprogramma van de NCRV, dat na elke werkdag tussen 0:00 uur en 2:00 uur werd uitgezonden op Radio 1. Het programma had iedere nacht een andere gast, die gedurende het eerste uur werd geïnterviewd. De gast nam zelf uitgekozen muziek mee, die gedurende het programma ten gehore gebracht werd. In het tweede uur van het programma werden actuele onderwerpen besproken die dikwijls verband hielden met het interview van het eerste uur. Luisteraars konden telefonisch of per e-mail reageren.
Casa Luna werd sinds 2003 uitgezonden. In 2013 werd aangekondigd dat het programma zal ophouden te bestaan wegens een fusie van de KRO en de NCRV.

## Presentatoren
Casa Luna werd gepresenteerd door verschillende presentatoren, die elkaar afwisselden. Aan het einde van het programma sprak de presentator een antwoordapparaat in met een vraag voor de gast van de volgende dag. Dat antwoordapparaat werd vervolgens bij aanvang van de uitzending erop door de dienstdoende presentator afgeluisterd en als openingsvraag voor zijn/haar gast gebruikt. De verschillende presentatoren zijn:
- Jurgen van den Berg
- Lex Bohlmeijer
- Klaas Drupsteen
- Frank du Mosch
- Ghislaine Plag
- Hijlco Span
- Colet van der Ven (Vaste invaller)
- Mieke van der Weij

## Laatste uitzending
In de nacht van donderdag 26 op vrijdag 27 december 2013 werd de laatste reguliere uitzending uitgezonden. 
De nacht daarop volgde een twee uur durend gesprek met alle presentatoren.